# Geocaching
Geocaching je međunarodna igra traženja skrivenoga „blaga” pomoću tehnologije GPS-a. Sudionici igre sudjeluju traženjem blaga koje su drugi skrili ili osobno skrivaju blago na za to prikladne lokacije i objave pripadne koordinate „blaga” na mobilnoj aplikaciji igre.
To je hobi koji potječe iz SAD-a, no raširen je u gotovo cijelome svijetu, uključujući Hrvatsku. U Hrvatskoj se koristi međunarodni naziv geocaching i nema hrvatskog imena za taj hobi, dok se u Sloveniji zove geolov, ali taj naziv nije zaživio u Hrvatskoj.
Tijekom geocachinga, sudionici postavljaju i traže geotočke (eng. geocache), odnosno „blaga“. Hobi je besplatan i može mu se pridružiti svatko tko ima odgovarajući prijamnik GPS-a (najčešće već postojeći na mobitelu), pomoću kojeg traži koordinate preko službene istoimene mobilne aplikacije. Skriveno blago nema materijalnu vrijednost, već je igra namijenjena druženju, zabavi, kretanju u prostoru (prirodi ili gradskom prostoru) i istraživanju svijeta.
Geotočke ili „blaga” sastoje se od kutije i maloga papirnatog tuljca dnevnika (obično u nepropusnoj plastičnoj foliji kao zaštiti od kiše), a neke geotočke sadrže i izmjenjivi sadržaj, čak i poklone, koji se slobodno mogu uzeti. Kutije su razne veličine od minijaturnih do velikih dimenzija. U gradskim su sredinama obično malih dimenzija, kako bi se lakše sakrile i bile neprimjetne običnim prolaznicima, a u prirodi, npr. šumi, mogu biti i većih dimenzija. Kutije mogu biti od raznih materijala poput plastike, stakla, metala ili drveta.
Lokacija geotočaka u obliku je koordinata (geografske širine i dužine), objavljenih na internetu i u mobilnoj aplikaciji. Hobi se odvija na način da sudionik potraži koordinate, a potom na terenu pronalazi geotočku (blago). Geotočka je obično pažljivo skrivena i potrebno je određeno vrijeme za njezin pronalazak, a ponekad se može dogoditi i nestanak ili je geotočka tako sakrivena, da je rijetki pronađu. Na mjestu geotočke nalazi se kutijica u kojoj se nalazi papir (dnevnik upisa), u koji sudionik napiše svoj nadimak i nadnevak pronalaska te po volji i neku poruku ili komentar. Također se ostavlja zapis na mobilnoj aplikaciji u dnevniku te geotočke, gdje se može vidjeti tko i kada je pronašao tu geotočku te tko je pokušao pronaći, a nije uspio. Nakon pronalaska, kutija s blagom se vraća i skriva na mjesto pronalaska, na jednak način kako je i nađena, tako da je dostupna i drugima koji će ju tražiti. Neke geotočke skrivene su na vrlo jednostavan način, dok su druge skrivene na složeniji način, iza kojeg može biti zagonetka ili priča koju je potrebno odgonetnuti za pronalazak kutijice.
Geocaching je izvorno bio sličan igri „letterboxing” (koja je nastala 1854.), koja koristi tragove i referencije na znamenitosti ugrađene u priče. Geocaching je nastao nedugo nakon što je GPS postao dovoljno precizan i dostupan korisnicima, jer je poboljšana točnost sustava omogućila postavljanje i lociranje malih kutija. Dave Ulmer iz Beavercreeka u Oregonu u SAD-u, 3. svibnja 2000. započeo je geocaching.

## Galerija
- Pronađeno „blago” u geocachingu.
- Primjer skrivenog blaga u geocachingu.
- Papirnati tuljac dnevnika.
- Logotip geocachinga.

## Vanjske poveznice
- Službena internetska stranica geocachinga